# Ромай, Фернандо
Фернандо Мануэль Ромай Перейро (исп. Fernando Manuel Romay Pereiro; родился 23 сентября 1959 года в Ла-Корунья) ― испанский баскетболист , который представлял свою родную страну на двух летних Олимпийских играх, начиная с 1980 года: в 1984 году завоевал серебряную медаль в составе испанской команды. 

## Биография
Был лидером Испанской баскетбольной лиги по количеству блоков (671), пока Фран Васкес не превзошёл его рекорд 17 апреля 2016 года.
После своего ухода из профессионального баскетбола, в октябре 1995 года Ромай стал играть в американский футбол в составе клуба Мадрид Пантерас, выступив 8 июня 1996 года на турнире Испанской лиги американского футбола. Однако в финальном матче против команды Вилафранка Иглс не находился на игровом поле ни минуты.
Ромай регулярно выступает на испанском телевидении в таких программах, как Mira Quien Baila!  (Испанская версия шоу «Танцы со звёздами»).